# 陳子勁
陳子勁（葡萄牙語：Chan Tsz King，1970年—），澳門官員，現任澳門檢察院檢察長。曾擔任廉政公署廉政專員，從事檢察工作多年，負責刑事案件起訴、法律監督以及反貪調查相關事務。

## 經歷
陳子勁於1989年完成葡萄牙里斯本大學文學院課程，並於1995年取得葡萄牙里斯本自治大學法律學士學位。1997年參加澳門法院及檢察院首屆司法官培訓課程，1998年完成司法官進階課程後，加入澳門檢察院，自1997年7月起擔任檢察官。
2000年3月，陳子勁晉升為澳門檢察院助理檢察長，負責刑事案件起訴及法律監督工作，長期派駐終審法院及中級法院辦事處。期間，他亦參與多項司法改革與制度建設，曾於1998年至2004年間在澳門大學法學院任教，並擔任法律與司法培訓中心課程教學委員會成員。
2012年起，陳子勁兼任檢察官委員會委員；2015年加入法律改革諮詢委員會；2017年成為凍結制度協調委員會委員；2019年擔任行政長官選舉管理委員會委員。2019年12月20日，陳子勁出任廉政公署廉政專員。
2024年12月20日，陳子勁接任澳門檢察院檢察長，負責領導檢察院日常工作及刑事司法程序的指導監督。

## 事件
- 2019年12月，陳子勁獲任命為廉政公署廉政專員，期間負責多起重大公職貪污調查案件，推動修訂《防止及打擊貪污行為法》，完善舉報人保護制度。[5]

- 2020年起，陳子勁代表廉政公署出席多次與香港廉政公署及廣東省紀委、監委的會議，就粵港澳大灣區跨境貪污合作及資料互通進行協調。[6]

- 2023年6月，陳子勁以廉政專員身份率團訪問北京，與最高人民檢察院領導會面，討論加強司法合作及案件協查機制。[7]
- 2024年10月，陳子勁率團前往北京參加聯合國《全球反貪網絡》（UN GlobE Network）會議，就跨境貪污防治、數據共享等議題與多國代表進行交流。[8]

- 2024年12月，陳子勁接任澳門檢察院檢察長後，於2025年初主持檢察院工作會議，提出加強刑事案件辦理效率及保護弱勢群體權益的工作方向。並曾率隊前往中國内地考察。[9]